# Hatred
Hatred (deutsch „Hass“) ist eine Power- und Thrash-Metal-Band aus dem Großraum Schweinfurt/Bamberg. Die aktuellen Mitglieder sind Matthias Mauer (Gesang), Martin Köth (Gitarre), Frank Schmauser (Gitarre), Harald Schmitt (Bass) und Philipp Klinger (Schlagzeug).

## Geschichte
Die Band wurde im Jahr 1998 durch Mirko Endres (Gesang) und Daniel Buld (Schlagzeug) gegründet. Im April 1999 stieß Steffen Lindner als Gitarrist zu Hatred, im Juni und Juli 2000 Stefan Hofmann (E-Bass) und Michael Lehnard an der zweiten Gitarre. Matthias Mauer ersetzte im September desselben Jahres schließlich Mirko Endres. In dieser Zusammenstellung spielten Hatred im März 2001 ihren ersten Auftritt im Jugendzentrum Neustadt/Saale. Danach sammelte die Band Erfahrung auf vielen kleineren und größeren Veranstaltungen. Auftritte mit Onkel Tom, Tankard, Vendetta, Wizard oder Chinchilla sind aus den Gründungsjahren erwähnenswert.
Zu den größten Erfolgen der Schweinfurter gehören Auftritte mit den Bands Testament und Annihilator vor mehreren tausend Menschen auf dem Earthshaker Festival 2003 und zwei Teilnahmen in den aufeinanderfolgenden Jahren 2005 und 2006 auf dem Metalcamp-Festival in Slowenien. Außerdem teilten Hatred mit Six Feet Under, Ektomorf, Destruction und Sodom die Bühne und waren 2007 neben Entombed und Candlemass als eine der wenigen ausländischen Bands auf dem größten Metalfest in Irland, dem D-O-D, zu sehen.
Kommerziell konnten Hatred vor allem mit dem Demo Fractured auf sich aufmerksam machen. Die ersten 500 Exemplare des Debüts von 2002 sind ein halbes Jahr nach Erscheinen ausverkauft, die umfangreichere Zweitauflage heute ebenfalls vergriffen.
Die Band hatte mittlerweile mit Soulless und Madhouse Symphonies und Destruction Manual die Diskografie um drei Alben erweitern können und schaffte es in die Enzypedia des Rock Hard Magazins, dem wichtigsten Bandlexikon für den Bereich Heavy Metal und Hard Rock in Deutschland.
Im November 2008 unterzeichnete die Band einen Plattenvertrag bei dem Lübecker Independent-Label Twilight-Vertrieb. Das Album Madhouse Symphonies wurde noch einmal neu aufgelegt und im Zuge dessen europaweit vermarktet.
Außerdem gründeten Sänger Matthias „Bacchus“ Mauer und der ehemalige Schlagzeuger Daniel „Evil Ewald“ Buld das Festival Queens of Metal, welches vom größten deutschen Metal-Label Nuclear Blast präsentiert wird.
Am 31. Dezember 2008 konnten Hatred das Online-Voting des Dubai Desert Rock Festivals mit ihrem Song Caught in the Pit für sich entscheiden.
Seit dem 16. November 2009 stellen Hatred mit dem Song Mosh Crüe, einer Version des Titels (We are the) Moshcrew von ihrem Album Madhouse Symphonies, die offizielle Hymne zum Videospiel Brütal Legend, das von der Firma Electronic Arts vertrieben wird.
Im Herbst des Jahres 2010 wechselte die Band die Plattenfirma. Via SAOL, einem Independent-Label aus Hannover, erschien der Nachfolger von Madhouse Symphonies namens Destruction Manual. Als offizieller Release wurde der 22. Oktober 2010 genannt.
Mit Daniel Buld verließ im Mai 2012 das letzte verbliebene Gründungsmitglied die Band. Der Schlagzeuger wird in Zukunft bei den fränkischen Thrash-Metallern von Paradox aktiv sein und dort mit dem ehemaligen Hatred-Gitarristen Christian Münzner zusammen spielen. Ersetzt wurde er im Juni desselben Jahres durch Philipp Klinger.
Für 2015 kündigte die Band den Nachfolger zu Destruction Manual War Of Words an. Am 18. März erschien die erste Single Fuck The Zombie. Am 5. Mai erschien das Video zum gleichnamigen Titel War Of Words via YouTube. Am 8. und 9. Mai fanden zwei CD-Release-Shows in Hannover und Coburg, zusammen mit Cripper und Lost World Order, statt, worauf hin die Franken kurze Zeit später einen Plattenvertrag bei MDD Records unterschrieben. Am 18. September erschien War Of Words über MDD Records erneut und enthält drei Bonustracks.

## Stil
Hatred orientieren sich musikalisch vor allem am Bay-Area-Thrash-Metal der 1980er-Jahre, wie ihn Exodus, Metallica oder Testament spielen, und mischen Elemente des Power Metal hinzu – zum Beispiel hohe Gesänge und melodische Refrains. Mit dem Album Madhouse Symphonies kamen zudem längere, getragene Songteile als weitere musikalische Facetten ins Spiel.

## Diskografie
- 2002: Fractured (Demo)
- 2004: Soulless (Album)
- 2008: Madhouse Symphonies (Album)
- 2010: Destruction Manual (Album, SOAL)
- 2015: War of Words (Album, MDD-Records)